# Mosteiro de São Miguel de Vilarinho
O Mosteiro de São Miguel de Vilarinho, também referido como Mosteiro de Vilarinho, Igreja Paroquial de Vilarinho e Igreja de São Miguel de Vilarinho, é um antigo mosteiro situado na freguesia de Vilarinho, no Município de Santo Tirso, em Portugal.
Este templo está classificado desde 1953 como Imóvel de Interesse Público.

## História
Ao longo dos séculos, Vilarinho viveu em torno do seu mosteiro, como, aliás, era comum em quase todas as freguesias que abrigavam edifícios do género. Foi este, de Cónegos Regrantes de Santo Agostinho e, dizem alguns autores, terá sido uma abadia secular muito rica, fundada anteriormente a 1070, para sepultura de uns fidalgos da geração dos Fafes.
O seu abade, Gonçalo Anees Fafes, fundou junto a este templo, o convento, ao qual aplicou as rendas da sua abadia e do qual foi o seu primeiro abade vitalício. A construção do mosteiro foi iniciada em 1070, em 1074 já estava concluído e era habitado por 10 cónegos. O Mosteiro de Vilarinho vem abundantemente documentado nos séculos XIII e XIV e também no "Censual do Cabido da Sé do Porto" (1120).
Os bens do mosteiro, entregue aos comendatários, foram largamente esbanjados e, depois da extinção deles, as suas rendas foram unidas ao Mosteiro de Landim, tendo sido já, anteriormente, em 1488, unido ao de Roriz.
No início do século XVIII, em 1706, apenas dois frades habitavam o mosteiro e, em 1834, com a extinção das ordens religiosas, a igreja paroquial, os restantes edifícios e propriedades, foram vendidos a particulares.
A antiga igreja paroquial de São Miguel de Vilarinho, em estilo românico, é possivelmente do século XII, apesar de ter sofrido já algumas modificações em épocas posteriores. No claustro, do qual só restam vestígios, existe um arco sólio com um túmulo datado do século XIII ou XIV. Nele está sepultado o Prior D. João Gonçalves.